# 孫完虎
孙完虎（：／ Son Wan Ho，1988年5月17日—），大韩民国羽毛球男運動員。他在2017年5月25日首次登上男單世界排名第1位。孫完虎在印度羽毛球超級賽擊敗马来西亚选手李宗伟夺冠後一战成名，其後曾於2017年世界羽毛球錦標賽奪得季軍，及兩進全英羽毛球公開賽（2014年、2018年）四強；他亦作為韓國隊主力多次出戰團體賽事，曾奪得2014年亞運會男團金牌及2017年蘇迪曼盃冠軍。其妻为前韓國國家隊队女單選手成池鉉。在國內賽方面，他曾於全韩夏季羽球锦标赛贏得兩次男子單打冠軍，近期在错过东京奥运的落选之下，再次在国内取得佳绩；值得一提的是女單冠軍得主则是前名将成池鉉，两人在韩国羽坛界上演了情侣佳话。
2021年八月宣布退出國家隊，偶爾會以個人名義參與國際賽事。

## 簡歷
2010年11月，孙完虎代表韓國出戰廣州亞運會，參加羽毛球比賽的男子團體項目，奪得銀牌。
2012年4月，孫完虎出戰印度羽毛球超級賽，以黑馬姿態進入決賽，並以2比1（21-18、14-21、21-19）擊敗世界排名第一的李宗伟，奪得個人首個超級系列賽冠軍。
2012年7月，孫完虎代表韓國出戰英國倫敦舉行的奥林匹克运动会羽毛球比賽男子單打項目，在小組賽階段先後擊敗俄羅斯的弗拉基米尔·伊万诺夫和中華台北的許仁豪，順利晉級淘汰賽；但在首輪賽事便以0比2（9-21、16-21）負於丹麥的彼得·盖德出局，16強止步。
2013年8月，孫完虎參加中國廣州舉行的世界羽毛球錦標賽，出戰男子單打項目，在首圈就以1比2（17-21、21-16、13-21）負於3號種子、中國的杜鹏宇出局。

### 2014年世錦賽晉八強
2014年8月，孫完虎參加丹麥哥本哈根舉行的世界羽毛球錦標賽，以7號種子身分出戰男子單打項目。他先在首圈以2比1力克法國的布里斯·利弗德斯，次圈又以2比0擊敗美國的萨塔瓦特·庞拉尔莱特晉級；第三圈面對10號種子、主場出戰的汉斯-克里斯蒂安·维汀哈斯，亦以2比0（21-19、21-12）勝出；但至半準決賽，他在力戰下終以1比2（14-21、21-12、17-21）負於2號種子、中國的谌龙，8強止步。
同年11月，孫完虎出戰香港羽毛球超級賽並打進男單決賽，他最終以直落兩局 21-19、21-16 力克首號种子、中国的諶龙贏得冠軍，這也是他的首个超级系列赛冠军。
2015年7月，孫完虎代表韓國（京畿大學）出戰韓國光州市舉行的世界大學生運動會羽毛球比賽，贏得混合團體金牌及男子單打銀牌。

### 2015年世錦賽
2015年8月，孫完虎參加印尼雅加達舉行的世界羽毛球錦標賽，以9號種子身分出戰男子單打項目。在首圈淘汰芬蘭選手維萊·朗後，他在第二圈又以2比1力克印尼的狄奥尼修斯·哈永·伦巴卡晉級；但至第三圈面對2號種子、丹麥的简·奥·约根森，就以0比2（19-21、11-21）落敗，16強止步。
2019年3月23日，孫完虎在韓國全國羽毛球錦標賽對陣李炫一時因左腳受傷退賽，最後診斷為跟腱斷裂而須進行手術，術後預計康復時間為六個月。

## 主要比賽成績
只列出曾進入準決賽的國際賽事成績：
| 年份   | 賽事                     | 公開賽級別 | 項目     | 成績   |
| ------ | ------------------------ | ---------- | -------- | ------ |
| 2009年 | 大阪羽毛球國際挑戰賽     | 國際挑戰賽 | 男子單打 | 亞軍   |
| 2010年 | 中華台北羽毛球黃金大獎賽 | 黃金大獎賽 | 男子單打 | 亞軍   |
| 2011年 | 韓國羽毛球黃金大獎賽     | 黃金大獎賽 | 男子單打 | 亞軍   |
| 2012年 | 印度羽毛球超級賽         | 超級賽     | 男子單打 | 冠軍   |
| 2012年 | 湯姆斯盃                 | 其他       | 男子團體 | 亞軍   |
| 2013年 | 中華台北羽毛球黃金大獎賽 | 黃金大獎賽 | 男子單打 | 冠軍   |
| 2013年 | 中國羽毛球大師賽         | 超級賽     | 男子單打 | 亞軍   |
| 2013年 | 澳門羽毛球黃金大獎賽     | 黃金大獎賽 | 男子單打 | 冠軍   |
| 2013年 | 越南羽毛球大獎賽         | 大獎賽     | 男子單打 | 冠軍   |
| 2014年 | 全英羽毛球首要超級賽     | 首要超級賽 | 男子單打 | 準決賽 |
| 2014年 | 亞洲運動會羽毛球比賽     | 其他       | 男子團體 | 金牌   |
| 2014年 | 丹麥羽毛球首要超級賽     | 首要超級賽 | 男子單打 | 亞軍   |
| 2014年 | 香港羽毛球超級賽         | 超級賽     | 男子單打 | 冠軍   |
| 2015年 | 德國羽毛球黃金大獎賽     | 黃金大獎賽 | 男子單打 | 準決賽 |
| 2015年 | 蘇迪曼盃                 | 其他       | 混合團體 | 季軍   |
| 2015年 | 世界大學運動會羽毛球比賽 | 其他       | 混合團體 | 金牌   |
| 2015年 | 世界大學運動會羽毛球比賽 | 其他       | 男子單打 | 銀牌   |
| 2015年 | 韓國羽毛球大師賽         | 大獎賽     | 男子單打 | 準決賽 |
| 2015年 | 中國羽毛球首要超級賽     | 首要超級賽 | 男子單打 | 準決賽 |
| 2016年 | 泰國羽毛球大師賽         | 黃金大獎賽 | 男子單打 | 準決賽 |
| 2016年 | 亞洲羽毛球團體錦標賽     | 其他       | 男子團體 | 季軍   |
| 2016年 | 德國羽毛球黃金大獎賽     | 黃金大獎賽 | 男子單打 | 準決賽 |
| 2016年 | 印度羽毛球超級賽         | 超級賽     | 男子單打 | 準決賽 |
| 2016年 | 新加坡羽毛球超級賽       | 超級賽     | 男子單打 | 亞軍   |
| 2016年 | 湯姆斯盃                 | 其他       | 男子團體 | 季軍   |
| 2016年 | 日本羽毛球超級賽         | 超級賽     | 男子單打 | 準決賽 |
| 2016年 | 韓國羽毛球超級賽         | 超級賽     | 男子單打 | 亞軍   |
| 2016年 | 丹麥羽毛球首要超級賽     | 首要超級賽 | 男子單打 | 亞軍   |
| 2016年 | 韓國羽毛球大師賽         | 大獎賽     | 男子單打 | 冠軍   |
| 2016年 | 世界羽聯超級系列賽總決賽 | 首要超級賽 | 男子單打 | 準決賽 |
| 2017年 | 亞洲羽毛球混合團體錦標賽 | 其他       | 混合團體 | 亞軍   |
| 2017年 | 馬來西亞羽毛球首要超級賽 | 首要超級賽 | 男子單打 | 準決賽 |
| 2017年 | 蘇迪曼盃                 | 其他       | 混合團體 | 冠軍   |
| 2017年 | 印尼羽毛球首要超級賽     | 首要超級賽 | 男子單打 | 準決賽 |
| 2017年 | 世界羽毛球錦標賽         | 其他       | 男子單打 | 季軍   |
| 2017年 | 韓國羽毛球超級賽         | 超級賽     | 男子單打 | 準決賽 |
| 2017年 | 日本羽毛球超級賽         | 超級賽     | 男子單打 | 準決賽 |
| 2017年 | 丹麥羽毛球首要超級賽     | 首要超級賽 | 男子單打 | 準決賽 |
| 2017年 | 中國羽毛球首要超級賽     | 首要超級賽 | 男子單打 | 準決賽 |
| 2017年 | 世界羽聯超級系列賽總決賽 | 首要超級賽 | 男子單打 | 準決賽 |
| 2018年 | 印尼羽毛球大師賽         | 超級500賽  | 男子單打 | 準決賽 |
| 2018年 | 亞洲羽毛球團體錦標賽     | 其他       | 男子團體 | 季軍   |
| 2018年 | 全英羽毛球公開賽         | 超級1000賽 | 男子單打 | 準決賽 |
| 2018年 | 香港羽毛球公開賽         | 超級500賽  | 男子單打 | 冠軍   |
| 2018年 | 韓國羽毛球大師賽         | 超級300賽  | 男子單打 | 冠軍   |
| 2018年 | 世界羽聯世界巡迴賽總決賽 | 總決賽     | 男子單打 | 準決賽 |
| 2019年 | 馬來西亞羽毛球大師賽     | 超級500賽  | 男子單打 | 冠軍   |
| 2019年 | 賽義德·莫迪羽毛球國際賽  | 超級300賽  | 男子單打 | 準決賽 |
| 2022年 | 蒙古國羽毛球國際挑戰賽   | 國際挑戰賽 | 男子單打 | 準決賽 |
| 2022年 | 瑪琅羽毛球國際挑戰賽     | 國際挑戰賽 | 男子單打 | 準決賽 |
| 2022年 | 印尼瑪琅羽毛球大師賽     | 超級100賽  | 男子單打 | 準決賽 |
| 2024年 | 泰國羽毛球國際系列賽     | 國際系列賽 | 男子單打 | 亞軍   |

| 2007-2017年 | 首要超級賽 | 超級賽 | 黃金大獎賽 | 大獎賽 | 國際挑戰賽 | 國際系列賽 | 未來系列賽 | 其他 |

| 2018-2026年 | 總決賽 | 超級1000賽 | 超級750賽 | 超級500賽 | 超級300賽 | 超級100賽 | 國際挑戰賽 | 國際系列賽 | 未來系列賽 | 其他 |

### 世界冠軍頭銜
孫完虎在羽毛球生涯中共奪得1項羽毛球世界冠軍頭銜。
| 賽事     | 奪冠次數 | 年份               |
| -------- | -------- | ------------------ |
| 蘇迪曼盃 | 1        | 2017年（混合團體） |
| 總計     | 1        |                    |

### 奧運會和世錦賽參賽紀錄
|          | 2010 | 2011 | 2012 | 2013 | 2014 | 2015 | 2016 | 2017 | 2018        |
| -------- | ---- | ---- | ---- | ---- | ---- | ---- | ---- | ---- | ----------- |
| 男子單打 | 32強 | 32強 | 16強 | 64強 | 8強  | 16強 | 8強  | 季軍 | 64強 (退賽) |

## 外部連結
- 孫完虎在国际奥林匹克委员会的资料